# Hanna Németh
Hanna Németh (* 17. September 1998 in Diósd) ist eine ungarische Fußballspielerin. Seit dem 17. September 2020 spielt sie auch für die A-Nationalmannschaft.

## Karriere

### Vereine
Németh begann in ihrem Geburtsort im Alter von zwölf Jahren beim Diósdi TC mit dem Fußballspielen. Zwei Jahre später gehörte sie der U17-Juniorinnenmannschaft von Ferencváros Budapest an, für die sie vom 8. September 2013 (2. Spieltag) bis zum 1. Juni 2014 (21. Spieltag) in neun Punktspielen zum Einsatz kam, bevor sie im Alter von 16 Jahren von Kóka FNLA verpflichtet wurde. Ihr Debüt im Seniorinnenbereich gab sie in der Női NB II, der zweithöchsten Spielklasse im ungarischen Frauenfußball, zum Saisonauftakt am 11. Juli 2014 bei der 0:1-Niederlage im Auswärtsspiel gegen die Zweitvertretung der Frauenfußballabteilung des MTK Budapest FC. Es folgten zwölf weitere Punktspiele, bevor sie mit ihrer Mannschaft in die Női NB I, die höchste Spielklasse, aufstieg. In dieser kam sie vom 28. Oktober 2015 bis zum 12. März 2016 in allen 14 Saisonspielen zum Einsatz und erzielte am 30. August 2015 (3. Spieltag) bei der 1:3-Niederlage im Auswärtsspiel gegen den Astra-Elios HFC mit dem Anschlusstreffer zum 1:2 in der 65. Minute ihr erstes Punktspieltor für den Verein. Vom 14. August 2016 bis zum 11. März 2017 wurde sie in zwölf Punktspielen eingesetzt und erzielte zwei Tore.
Mit ihrem erfolgreichen Abschluss am Mihály-Fazekas-Gymnasium in Budapest begab sie sich zwecks Aufnahme eines Studiums (Entrepreneurship und Corporate Innovation) in die Vereinigten Staaten. Für das Sport-Team der Indiana University Bloomington, die Indiana Hoosiers, bestritt sie in der Spielzeit 2017 bis 2021 in der Big Ten Conference 83 Meisterschaftsspiele, in denen ihr ein Tor gelang. Dieses erzielte sie als Senior am 4. März 2021 bei der 1:2-Niederlage im Heimspiel gegen das Sport-Team der Pennsylvania State University, die Penn State mit der 1:0-Führung in der 53. Minute.
Nach ihrem erfolgreichen Studienabschluss kehrte sie in ihre Heimat zurück und gehörte in den ersten knapp sechs Monaten des Jahres 2022 der Frauenfußballabteilung des Hauptstadtvereins Ferencváros Budapest an. Vom 19. März 2022 (13. Spieltag) bis zum 15. Mai 2022 (20. Spieltag) kam sie in acht Punktspielen in der höchsten Spielklasse zum Einsatz. Am 21. Mai 2022 (21. Spieltag) saß sie auf der Bank, als ihre Mitspielerinnen im Heimspiel mit 2:1 den Diósgyőri VTK bezwangen und somit als Sieger aus der regulären Saison hervorgegangen sind. Das in Hin- und Rückspiel ausgetragene Meisterschaftsfinale gegen die Frauenfußballabteilung des Győri ETO FC wurde mit zwei Siegen abgeschlossen und damit auch die Meisterschaft gewonnen.
Die Möglichkeit erneut im Ausland Vereinsfußball zu spielen, ergriff sie alsbald, da sie vom Bundesligisten Werder Bremen am 20. Juni 2022 verpflichtet wurde. Ihr Pflichtspieldebüt gab sie am 11. September 2022 beim 3:0-Zweitrundensieg im DFB-Pokalwettbewerb gegen den Drittligisten SV Henstedt-Ulzburg. Ihr erstes von 20 Saisonspielen in der Bundesliga bestritt zum Saisonauftakt am 18. September 2022 beim 1:1-Unentschieden im Heimspiel gegen den 1. FFC Turbine Potsdam über 90 Minuten, wie auch in 18 weiteren Spielen.

### Nationalmannschaft
Nachdem Németh vom 13. Oktober 2014 bis zum 14. Mai 2015 fünf Länderspiele für die U17-Nationalmannschaft und auch bereits zehn für die Nachwuchsnationalmannschaft des MLSZ der Altersklasse U19 bestritten hatte, in fünf von sechs Spielen der ersten und zweiten Qualifikationsrunde für die Europameisterschaft 2016 in der Slowakei sowie in fünf von sechs Spielen der ersten und zweiten Qualifikationsrunde für die Europameisterschaft 2017 in Nordirland zum Einsatz gekommen war, rückte sie im Jahr 2020 in den Kader der A-Nationalmannschaft auf. Für diese kam sie erstmals in den letzten vier Spielen der EM-Qualifikationsgruppe F zum Einsatz. Im weiteren Verlauf bestritt sie drei in Freundschaft ausgetragene Länderspiele, das Spiel um Platz 5 im Turnier um den Pinatar Cup 2022, drei Spiele im Turnier um den Zypern-Cup 2023 sowie zuletzt die ersten beiden Spiele in der Nations League, Liga B.

## Erfolge
- Ungarische Meisterin: 2022
- DFB-Pokal-Finalistin: 2024/25